# Oezbekistan op de Olympische Zomerspelen 2004
Oezbekistan nam deel aan de Olympische Zomerspelen 2004 in Athene, Griekenland. Er werd onder meer twee keer goud gewonnen; een record tot op dat moment.

## Medailleoverzicht
| Sport     | Olympiër               | Discipline               | Medaille |
| --------- | ---------------------- | ------------------------ | -------- |
| Worstelen | Alexandr Dokturishvili | -74kg Grieks-Romeins (m) | Goud     |
| Worstelen | Artur Taymazov         | -120kg vrije stijl (m)   | Goud     |
| Worstelen | Magomed Ibragimov      | -96kg vrije stijl (m)    | Zilver   |
| Boksen    | Bahodirjon Sooltonov   | -54kg (m)                | Brons    |
| Boksen    | Utkirbek Haydarov      | -81kg (m)                | Brons    |

## Deelnemers en resultaten

### Atletiek
| Olympiër              | Discipline               | Resultaat | Prestatie |
| --------------------- | ------------------------ | --------- | --- |
| Erkinjon Isakov       | 800m (m)                 | 54e       | serie 4: 8ste in 1.48,28 |
| Leonid Andreev        | polsstokhoogspringen (m) | DNS       | kwalificatie groep B: niet gestart |
| Sergey Voynov         | speerwerpen (m)          | 24e       | kwalificatie groep B: 12de met 74,68m |
| Pavel Andreyev        | tienkamp (m)             | DNF       | 100m: 36ste in 11,29 verspringen: geen geldige poging kogelstoten: 23ste met 14,30m hoogspringen: 12de met 2,00m 400m: 31ste in 51,64 110m horden: 23ste in 15,54 discuswerpen: 23ste met 41,89m polsstokhoogspringen: 10de met 4,90m speerwerpen: niet gestart                                       |
| Vitaliy Smirnov       | tienkamp (m)             | 17e       | 100m: 15de in 10,89 verspringen: 23ste met 7,07m kogelstoten: 26ste met 13,88m hoogspringen: 17de met 1,94m 400m: 12de in 49,11 110m horden: 19de in 14,77 discuswerpen: 20ste met 42,47m polsstokhoogspringen: 18de met 4,70m speerwerpen: 10de met 60,88m 1500m: 2de in 4.23,31 totaal: 7993 punten |
|                       |                          |           | |
| Guzel Khubbieva       | 100m (v)                 | 19e       | serie 2: 4de in 11,31 kwartfinale 4: 6de in 11,35 |
| Lyubov Perepelova     | 100m (v)                 | 16e       | serie 8: 3ste in 11,30 kwartfinale 2: 4de in 11,26 halve finale 2: 8ste in 11,40 |
| Lyubov Perepelova     | 200m (v)                 | 39e       | serie 2: 5de in 24,10 |
| Zamira Amirova        | 400m (v)                 | 37e       | serie 3: 7de in 54,43 |
| Anastasiya Zhuravleva | verspringen (v)          | 27e       | kwalificatie groep B: 12de met 6,39m |
| Anastasiya Zhuravleva | hink-stap-springen (v)   | 27e       | kwalificatie groep B: 11de met 13,64m |
| Olga Shchukina        | kogelstoten (v)          | DSQ       | kwalificatie groep A: 19de met 14,44m |
| Liliya Dusmetova      | speerwerpen (v)          | 38e       | kwalificatie groep B: 20ste met 52,46m |

### Boksen
| Olympiër             | Discipline | Resultaat | Prestatie |
| -------------------- | ---------- | --------- | --- |
| Tulashboy Doniyorov  | -51kg (m)  | 5e        | 1ste ronde: W van PHI Payla: 36-26 2de ronde: W van USA Siler: 45-22 kwartfinale: V van FRA Thomas: 16-25                                              |
| Bahodirjon Sooltonov | -54kg (m)  | Brons     | 1ste ronde: vrij 2de ronde: W van POL Liczik: scheidsrechterlijke beslissing kwartfinale: W van CAN Kooner: 44-32 halve finale: V van CUB Ortiz: 13-27 |
| Bekzod Khidirov      | -57kg (m)  | 9e        | 1ste ronde: W van PAK Ahmed: scheidsrechterlijke beslissing 2de ronde: V van KAZ Jafarov: 22-40                                                        |
| Dilshod Mahmudov     | -64kg (m)  | 5e        | 1ste ronde: vrij 2de ronde: W van BRA Matos: 26-16 kwartfinale: V van CUB Cedeno: 28-32                                                                |
| Sherzod Husanov      | -69kg (m)  | 5e        | 1ste ronde: W van VEN Prada: 33-20 2de ronde: W van TUR Ulusoy: 23-9 kwartfinale: V van RUS Saitov: 14-22                                              |
| Sherzod Abdurahmonov | -75kg (m)  | 9e        | 1ste ronde: W van TUR Ustuner: 34-16 2de ronde: V van RUS Gaidarbekov: 19-33                                                                           |
| Bahodirjon Sooltonov | -81kg (m)  | Brons     | 1ste ronde: W van NGR Ekpo: 21-11 2de ronde: W van ALG Kensi: 31-19 kwartfinale: W van TUR Tarhan: 16-11 halve finale: V van USA Ward: 15-17           |
| Igor Alborov         | -91kg (m)  | 9e        | 1ste ronde: V van EGY Elsayed: 18-18 |
| Rustam Saidov        | +91kg (m)  | 9e        | 1ste ronde: V van CUB Nunez: 13-18 |

### Gewichtheffen
| Olympiër         | Discipline | Resultaat | Prestatie                                                        |
| ---------------- | ---------- | --------- | ---------------------------------------------------------------- |
| Furkat Saidov    | -94kg (m)  | 18e       | trekken: 21ste met 145kg stoten: 18de met 175kg totaal: 320kg    |
| Alexander Urinov | -105kg (m) | 8e        | trekken: 9de met 185kg stoten: 10de met 215kg totaal: 400kg      |
| Igor Khalilov    | +105kg (m) | 9e        | trekken: 11de met 187,5kg stoten: 8ste met 232,5kg totaal: 420kg |

### Gymnastiek
| Olympiër          | Discipline | Resultaat  | Prestatie                            |
| Trampoline        | Trampoline | Trampoline | Trampoline                           |
| ----------------- | ---------- | ---------- | ------------------------------------ |
| Ekaterina Khilko  | vrouwen    | 11e        | kwalificatie: 11de met 61,60 punten  |
| Turnen            |            |            |                                      |
| Oxana Chusovitina | sprong (v) | 81e        | kwalificatie: 81ste met 8,675 punten |

### Judo
| Olympiër             | Discipline | Resultaat | Prestatie                                                                  |
| -------------------- | ---------- | --------- | -------------------------------------------------------------------------- |
| Sanjar Zokirov       | -60kg (m)  | 21e       | 1ste ronde: V van GRE Zintiridis: ippon                                    |
| Murat Kalikulov      | -66kg (m)  | 21e       | 1ste ronde: V van SCG Mijakovic: waza-ari                                  |
| Egamnazar Akbarov    | -73kg (m)  | 21e       | 1ste ronde: V van CMR Mvondo: yuko                                         |
| Ramziddin Sayidov    | -81kg (m)  | 21e       | 1ste ronde: V van BLR Shundzikau: ippon                                    |
| Vyacheslav Pereteyko | -90kg (m)  | 21e       | 1ste ronde: V van GRE Iliadis: ippon                                       |
| Abdullo Tangriev     | +100kg (m) | 17e       | 1ste ronde: W van FRA Bataille: ippon 2de ronde: V van EST Pertelson: yuko |

### Kanovaren
| Olympiër                                                       | Discipline    | Resultaat | Prestatie                                                |
| -------------------------------------------------------------- | ------------- | --------- | -------------------------------------------------------- |
| Anton Ryahov                                                   | K-1 500m (m)  | 12e       | serie 2: 6de in 1.42,253 halve finale 1: 5de in 1.40,737 |
| Danila Turchin                                                 | K-1 1000m (m) | 24e       | serie 2: 8ste in 3.48,140                                |
| Aleksey Babadjanov Sergey Borzov                               | K-2 500m (m)  | 15e       | serie 1: 7de in 1.34,782 halve finale 2: 6de in 1.33,654 |
| Danila Turchin Michail Tarasov                                 | K-2 1000m (m) | 16e       | serie 2: 8ste in 3.24,031                                |
| Aleksey Babadjanov Dmitriy Strijkov Sergey Borzov Anton Ryahov | K-4 1000m (m) | 10e       | serie 2: 5de in 3.01,446 halve finale: 4de in 2.56,594   |
|                                                                |               |           |                                                          |
| Yulia Borzova                                                  | K-1 500m (v)  | 17e       | serie 2: 6de in 1.56,586 halve finale 2: 6de in 1.59,560 |

### Roeien
| Olympiër                           | Discipline             | Resultaat | Prestatie |
| ---------------------------------- | ---------------------- | --------- | --- |
| Vladimir Tchernenko                | skiff (m)              | 24e       | serie 3: 3de in 7.38,27 herkansingen: 3de in 7.13,43 halve finale D/E: 3de in 7.13,21 finale D: 6de in 7.23,56 |
| Sergey Bogdanov Ruslan Naurzaliyev | lichte dubbel-twee (m) | 21e       | serie 3: 5de in 6.52,34 herkansingen: 4de in 6.45,69 halve finale C/D: 5de in 6.45,47                          |
|                                    |                        |           | |
| Elena Usarova                      | skiff (v)              | 23e       | serie 3: 6de in 8.32,56 herkansingen: 5de in 8.06,11 halve finale C/D: 6de in 8.34,04 finale D: 5de in 8.09,92 |

### Schietsport
| Olympiër             | Discipline                 | Resultaat | Prestatie                                               |
| -------------------- | -------------------------- | --------- | ------------------------------------------------------- |
| Vyacheslav Skoromnov | 10m luchtgeweer (m)        | 18e       | kwalificatie: 18de met 592 punten (99-99-99-98-98-99)   |
| Vyacheslav Skoromnov | 50m geweer 3 houdingen (m) | 12e       | kwalificatie: 12de met 1161 punten (394-380-387)        |
| Vyacheslav Skoromnov | 50m geweer liggend (m)     | 24e       | kwalificatie: 24ste met 591 punten (96-99-99-99-100-98) |
|                      |                            |           |                                                         |
| Alyona Aksyonova     | 10m luchtgeweer (v)        | 40e       | kwalificatie: 40ste met 384 punten (96-92-99-97)        |
| Alyona Aksyonova     | 50m geweer 3 houdingen (v) | 29e       | kwalificatie: 29ste met 562 punten (193-179-190)        |

### Taekwondo
| Olympiër           | Discipline | Resultaat | Prestatie                                          |
| ------------------ | ---------- | --------- | -------------------------------------------------- |
| Irina Kaydashova   | -57kg (v)  | 49e       | voorronde: vrij kwartfinale: V van MEX Blanco: 7-7 |
| Natalya Mikryukova | +67kg (v)  | 49e       | voorronde: V van BEL Rase: 6-9                     |

### Tafeltennis
| Olympiër          | Discipline    | Resultaat | Prestatie                                                   |
| ----------------- | ------------- | --------- | ----------------------------------------------------------- |
| Manzura Inoyatova | enkelspel (v) | 49e       | 1ste ronde: V van HUN Fazekas: 0-4 (6-11, 7-11, 3-11, 7-11) |

### Wielersport
| Olympiër       | Discipline       | Resultaat | Prestatie |
| -------------- | ---------------- | --------- | --------- |
| Sergey Lagutin | wegwedstrijd (m) | 59e       | 5:50.35   |

### Worstelen
| Olympiër               | Discipline  | Resultaat   | Prestatie |
| Vrije stijl            | Vrije stijl | Vrije stijl | Vrije stijl |
| ---------------------- | ----------- | ----------- | --- |
| Dilshod Mansurov       | -55kg (m)   | 10e         | groep 6: 2de W van AFG Rahmati: 4-0 V van RUS Batirov: 1-3 |
| Damir Zakhartdinov     | -60kg (m)   | 9e          | groep 6: 4de W van JPN Inoue: 3-2 V van KOR Jung: 0-5 V van AUT Cikel: 1-3 |
| Artur Tavkazakhov      | -66kg (m)   | 13e         | groep 6: 2de V van RUS Murtazaliev: 1-3 W van IRI Nourzad: 3-1 |
| Magomed Ibragimov      | -96kg (m)   | Zilver      | groep 2: 1ste W van BUL Kochev: 3-0 W van KGZ Krupnyakov: 3-0 kwartfinale: W van CHN Wang: 4-1 halve finale: W van IRI Heidari: 6-4 finale: V van RUS Gatsalov: 1-4                         |
| Artur Taymazov         | -120kg (m)  | Goud        | groep 1: 1ste W van IND Cheema: 5-0 W van POL Garmulewicz: 5-0 kwartfinale: W van RUS Kuramagomedov: 3-1 halve finale: W van TUR Polatci: 3-0 finale: W van IRI Rezaei: 5-0                 |
| Grieks-Romeisn         |             |             | |
| Alexandr Dokturishvili | -74kg (m)   | Goud        | groep 6: 1ste W van HUN Berzicza: 3-1 W van GRE Kolitsopoulos: 3-1 W van AZE Aslanov: 3-0 kwartfinale: vrij halve finale: W van RUS Samouragchev: 3-1 finale: W van FIN Yli-Hannuksela: 3-1 |
| Aleksey Cheglakov      | -96kg (m)   | Goud        | groep 5: 2de W van LAT Kostins: 3-1 V van TUR Özal: 0-3 |

### Zwemmen
| Olympiër          | Discipline           | Resultaat | Prestatie                |
| ----------------- | -------------------- | --------- | ------------------------ |
| Ravil Nachaev     | 50m vrije slag (m)   | 36e       | serie 5: 1ste in 23,23   |
| Alexandr Agafanov | 100m vrije slag (m)  | 57e       | serie 2: 4de in 52,92    |
| Petr Vasilev      | 200m vrije slag (m)  | 57e       | serie 2: 8ste in 1.56,93 |
| Sergey Tsoy       | 400m vrije slag (m)  | 45e       | serie 1: 6de in 4.16,91  |
| Danil Bugakov     | 100m rugslag (m)     | 43e       | serie 2: 8ste in 1.02,28 |
| Oleg Sidorov      | 100m schoolslag (m)  | 56e       | serie 2: 8ste in 1.08,30 |
| Andrey Morkovin   | 200m schoolslag (m)  | 34e       | serie 2: 5de in 2.18,48  |
| Oleg Lyashko      | 100m vlinderslag (m) | 47e       | serie 2: 2de in 55,90    |
| Sergey Pankov     | 200m vlinderslag (m) | 39e       | serie 1: 7de in 2.13,06  |
| Oleg Pukhnatiy    | 200m wisselslag (m)  | 42e       | serie 2: 5de in 2.08,24  |
| Nikita Polyakov   | 400m wisselslag (m)  | 36e       | serie 1: 4de in 5.09,66  |
|                   |                      |           |                          |
| Irina Shlemova    | 100m vrije slag (v)  | 45e       | serie 2: 6de in 59,21    |
| Olga Gnedovckaya  | 100m rugslag (v)     | 41e       | serie 2: 7de in 1.15,33  |
| Saida Iskandarova | 200m rugslag (v)     | 32e       | serie 1: 3de in 2.26,17  |
| Mariya Bugakova   | 100m vlinderslag (v) | 37e       | serie 1: 5de in 1.07,08  |

Afghanistan · Albanië · Algerije · Amerikaanse Maagdeneilanden · Amerikaans-Samoa · Andorra · Angola · Antigua en Barbuda · Argentinië · Armenië · Aruba · Australië · Azerbeidzjan · Bahama's · Bahrein · Bangladesh · Barbados · België · Belize · Benin · Bermuda · Bhutan · Bolivia · Bosnië en Herzegovina · Botswana · Brazilië · Britse Maagdeneilanden · Brunei · Bulgarije · Burkina Faso · Burundi · Cambodja · Canada · Centraal-Afrikaanse Republiek · Chili · China · Chinees Taipei · Colombia · Comoren · Congo-Brazzaville · Congo-Kinshasa · Cookeilanden · Costa Rica · Cuba · Cyprus · Denemarken · Djibouti · Dominica · Dominicaanse Republiek · Duitsland · Ecuador · Egypte · El Salvador · Equatoriaal-Guinea · Eritrea · Estland · Ethiopië · Fiji · Filipijnen · Finland · Frankrijk · Gabon · Gambia · Georgië · Ghana · Grenada · Griekenland · Groot-Brittannië · Guam · Guatemala · Guinee · Guinee‑Bissau · Guyana · Haïti · Honduras · Hongarije · Hongkong · Ierland · IJsland · India · Indonesië · Irak · Iran · Israël · Italië · Ivoorkust · Jamaica · Japan · Jemen · Jordanië · Kaaimaneilanden · Kaapverdië · Kameroen · Kazachstan · Kenia · Kirgizië · Kiribati · Koeweit · Kroatië · Laos · Lesotho · Letland · Libanon · Liberia · Libië · Liechtenstein · Litouwen · Luxemburg · Macedonië · Madagaskar · Malawi · Malediven · Maleisië · Mali · Malta · Marokko · Mauritanië · Mauritius · Mexico · Micronesië · Moldavië · Monaco · Mongolië · Mozambique · Myanmar · Namibië · Nauru · Nederland · Nederlandse Antillen · Nepal · Nicaragua · Nieuw-Zeeland · Niger · Nigeria · Noord-Korea · Noorwegen · Oeganda · Oekraïne · Oezbekistan · Oman · Oostenrijk · Oost‑Timor · Pakistan · Palau · Palestina · Panama · Papoea-Nieuw-Guinea · Paraguay · Peru · Polen · Portugal · Puerto Rico · Qatar · Roemenië · Rusland · Rwanda · Saint Kitts en Nevis · Saint Lucia · Saint Vincent en Grenadines · Salomonseilanden · Samoa · San Marino · Sao Tomé en Principe · Saoedi-Arabië · Senegal · Servië en Montenegro · Seychellen · Sierra Leone · Singapore · Slovenië · Slowakije · Soedan · Somalië · Spanje · Sri Lanka · Suriname · Swaziland · Syrië · Tadzjikistan · Tanzania · Thailand · Togo · Tonga · Trinidad en Tobago · Tsjaad · Tsjechië · Tunesië · Turkije · Turkmenistan · Uruguay · Vanuatu · Venezuela · Verenigde Arabische Emiraten · Verenigde Staten · Vietnam · Wit-Rusland · Zambia · Zimbabwe · Zuid-Afrika · Zuid-Korea · Zweden · Zwitserland